# Cố kết siêu âm
Cố kết siêu âm (UC) hoặc hoặc sản xuất bồi đắp bằng siêu âm (UAM) là một kĩ thuật sản xuất bồi đắp nhiệt độ thấp hoặc kỹ thuật in 3D cho kim loại.

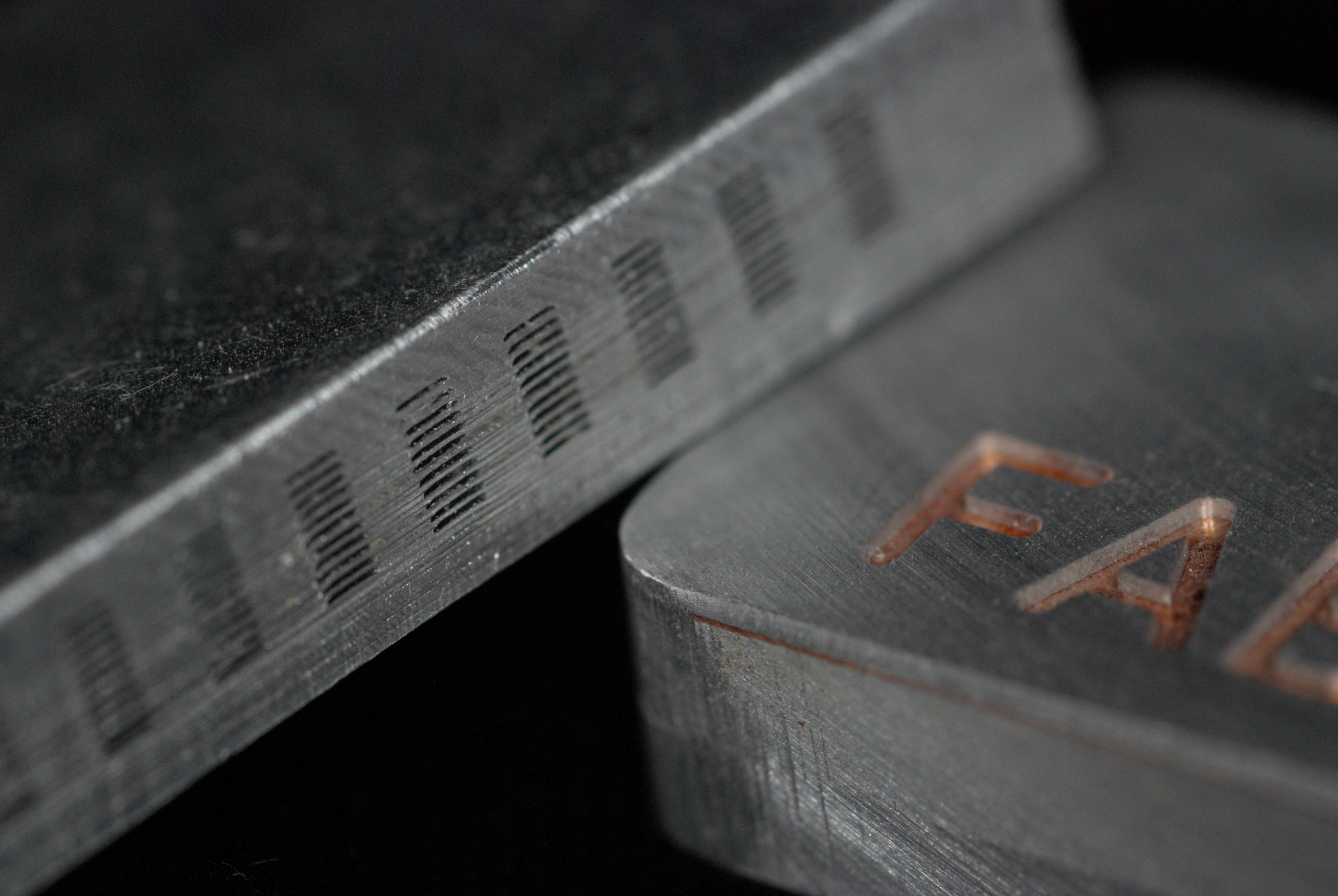
Ví dụ về chi tiết UAM: Bộ trao đổi nhiệt siêu nhỏ và chi tiết kim loại không đồng nhất với nhôm và đồng.

Quá trình này hoạt động bằng cách chà các lá kim loại cùng với các rung động siêu âm dưới áp lực liên tục, tức là phân loại cán tấm trong sản xuất phụ gia. Gây nóng chảy không phải là cơ chế tạo hình. Thay vào đó, kim loại được liên kết với trạng thái rắn thông qua sự phá vỡ màng oxit bề mặt giữa các kim loại, giống như cơ chế hàn kim loại bằng siêu âm. Đường biên dạng phay  CNC  được sử dụng thay thế cho bước bồi đắp của quá trình để tạo thành các tính năng bên trong và thêm chi tiết cho phần kim loại. UAM có khả năng kết hợp nhiều loại kim loại với nhau, không giống như hàn kim loại không có sự trộn lẫn và cho phép nhúng vật liệu nhạy cảm nhiệt độ ở mức tương đối thấp —thường ít hơn 50% nhiệt độ nóng chảy ma trận kim loại.

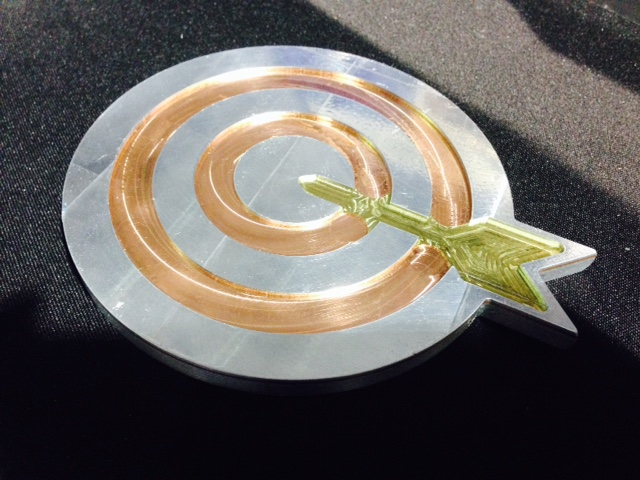
Tham gia của nhiều kim loại vào một chi tiết duy nhất. Kim loại là đồng, đồng thau và nhôm.

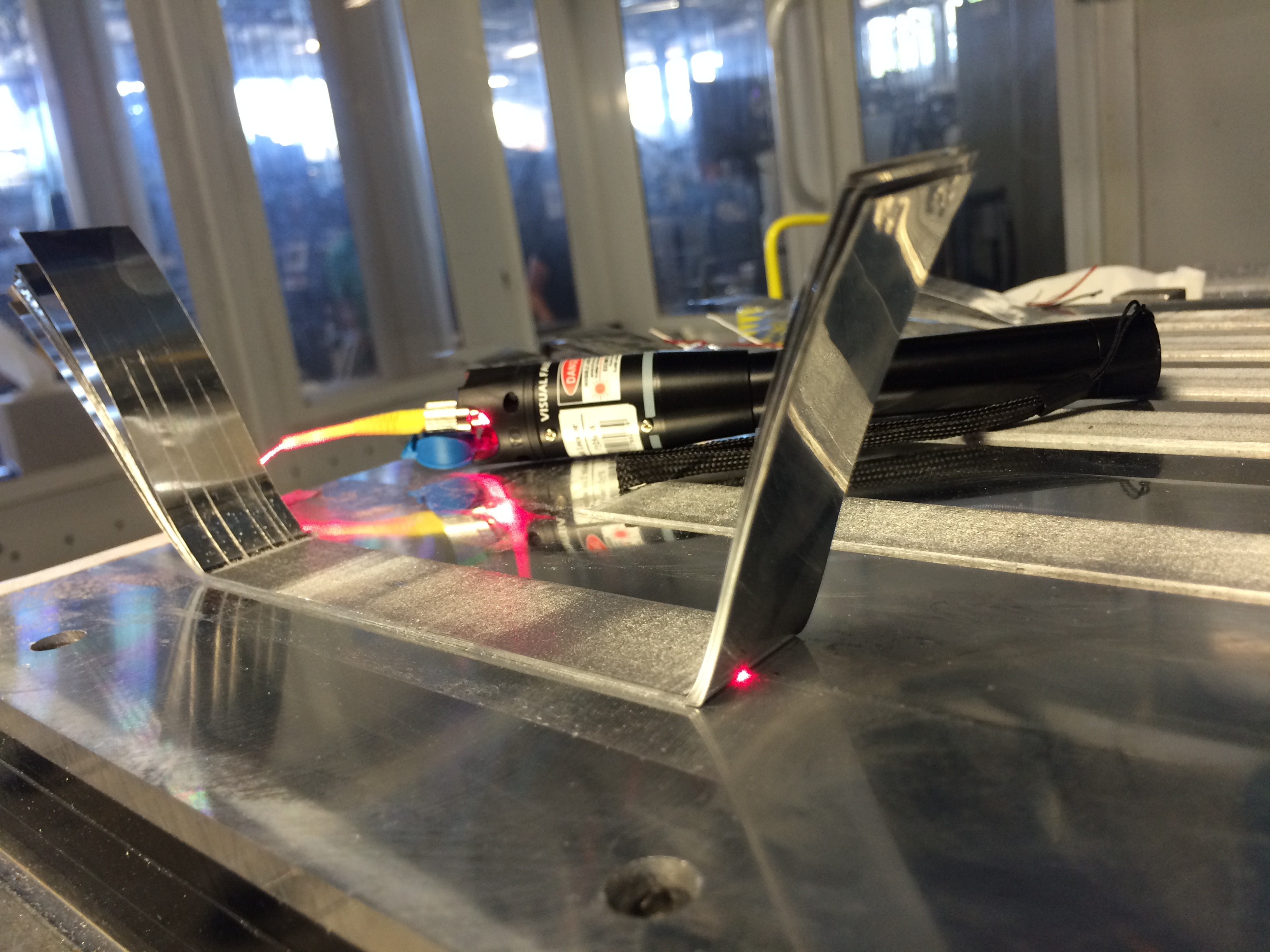
Nhúng sợi cáp quang nhạy cảm với nhiệt độ.

## Lịch sử
Quá trình sản xuất bồi đắp siêu âm hoặc cố kết siêu âm được phát minh và cấp bằng sáng chế bởi Dawn White. Năm 1999, White thành lập Solidica Inc. và  bán các thiết bị UAM thương mại - dòng máy tạo mẫu. Gần năm 2007, Viện hàn Edison (EWI) và Solidica đã bắt đầu hợp tác để thiết kế lại công cụ hàn để khắc phục các giới hạn chất lượng mối liên kết và mở rộng các kim loại có thể hàn của quá trình - được gọi là UAM công suất rất cao. Năm 2011, Fabrisonic LLC được thành lập để thương mại hóa quy trình UAM cải tiến - dòng máy SonicLayer.

## Phương pháp
Giống như hầu hết các quy trình sản xuất bồi đắp khác, UC tạo ra các đối tượng trực tiếp từ một mô hình CAD của đối tượng được yêu cầu. Tập tin sau đó được "cắt lát" thành các lớp dẫn đến việc tạo ra tệp .STL có thể được sử dụng bởi máy UC để xây dựng đối tượng cần thiết theo từng lớp một.
Quy trình sản xuất chung là:

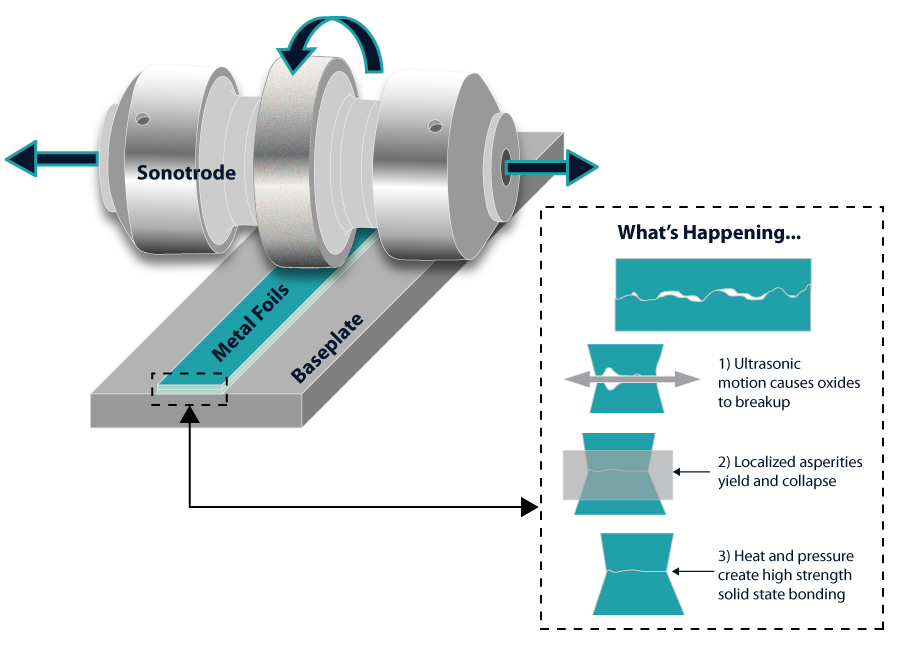
Một sơ đồ của quá trình cố kết siêu âm (UC) hay sản xuất đắp dần siêu âm (UAM).

- Một tấm đế được đặt lên đe máy và được cố định.
- Lá kim loại sau đó được rút ra theo sonotrode, áp suất tác dụng thông qua một lực lượng bình thường và dao động siêu âm, và liên kết với tấm.
- Quá trình này sau đó được lặp lại cho đến khi khu vực yêu cầu đã được bao phủ trong vật liệu được cố kết bằng siêu âm.
- Một máy phay CNC sau đó được sử dụng để cắt lá thừa từ bộ phận để đạt được hình dạng yêu cầu.
- Chu kỳ bồi đắp và cắt được lặp lại cho đến khi đạt được chiều cao được chỉ định, (thường là 3–6 mm).
- Ở độ cao này, một máy phay hoàn thiện nhỏ hơn được sử dụng để tạo ra dung sai cần thiết và bề mặt hoàn thiện của chi tiết.
- Chu kì bồi đắp, cắt và hoàn thiện tiếp tục cho đến khi hoàn thành xong đối tượng hoàn chỉnh; tại thời điểm đó nó được lấy ra khỏi đe.